# (19462) Ulissedini
(19462) Ulissedini (1998 HE20) – planetoida z pasa głównego asteroid okrążająca Słońce w ciągu 4,95 lat w średniej odległości 2,9 j.a. Odkryta 27 kwietnia 1998 roku.